# Список послов СССР и России в Экваториальной Гвинее
В статье представлен список послов СССР и России в Экваториальной Гвинее.

## Хронология дипломатических отношений
- 6—7 декабря 1968 г. — установлены дипломатические отношения на уровне посольств. Открыто посольство СССР в Экваториальной Гвинее.
- Ноябрь 1981 г. — открыто посольство Экваториальной Гвинеи в Москве.
- С 7 августа 1992 по 14 июня 2024 г. — послами России в Экваториальной Гвинее по совместительству назначались послы в Камеруне.
- Март 2024 г. — посольство России в Малабо де-факто начало работу[1].

## Список послов
| Срок полномочий                    | Посол                            | Годы жизни | Вручение верительных грамот | Комментарии         |
| ---------------------------------- | -------------------------------- | ---------- | --------------------------- | ------------------- |
| СССР                               |                                  |            |                             |                     |
| 25 июня 1969 — 3 марта 1972        | Василий Павлович Якубовский      | 1914—2001  | 23 июля 1969                |                     |
| 3 марта 1972 — 23 октября 1975     | Аркадий Николаевич Казанский     | 1919—?     | 8 апреля 1972               |                     |
| 23 октября 1975 — 23 марта 1977    | Владимир Васильевич Гнедых       | 1921—?     | 2 декабря 1975              |                     |
| 23 марта 1977 — 15 сентября 1980   | Николай Андреевич Белоус         | 1913—?     | 27 апреля 1977              |                     |
| 15 сентября 1980 — 11 августа 1989 | Борис Анатольевич Красников      | 1934—2008  | 9 октября 1980              |                     |
| 11 августа 1989 — 25 декабря 1991  | Лев Александрович Вахрамеев      | 1932—      |                             |                     |
| Российская Федерация               |                                  |            |                             |                     |
| 25 декабря 1991 — 7 августа 1992   | Лев Александрович Вахрамеев      | 1932—      |                             |                     |
| 7 августа 1992 — 6 февраля 1996    | Виталий Яковлевич Литвин         | 1944—      |                             | По совместительству |
| 6 февраля 1996 — 6 мая 2000        | Евгений Алексеевич Уткин         | 1939—2019  |                             | По совместительству |
| 26 мая 2000 — 24 марта 2006        | Пулат Хабибович Абдуллаев        | 1942—      |                             | По совместительству |
| 24 марта 2006 — 28 февраля 2011    | Станислав Анварович Ахмедов      | 1952—      |                             | По совместительству |
| 28 февраля 2011 — 18 сентября 2017 | Николай Леонидович Рациборинский | 1949—      |                             | По совместительству |
| 29 января 2018 — 14 ноября 2023    | Анатолий Геннадьевич Башкин      | 1961—      | 19 апреля 2018              | По совместительству |
| 14 декабря 2023 — 14 июня 2024     | Георгий Владимирович Тодуа       | 1964—      |                             | По совместительству |
| 14 июня 2024 — настоящее время     | Карэн Драстаматович Чальян       | 1955—      | 24 октября 2024             |                     |